# Lidhja Demokratike e Kosovës
Die Lidhja Demokratike e Kosovës (Kurzbezeichnung: LDK; albanisch für „Demokratische Liga des Kosovo“) ist eine politische Partei im Kosovo. Sie ist konservativ und liberal-konservativ geprägt und ordnet sich rechts der Mitte im politischen Spektrum ein. Parteivorsitzender ist seit dem 14. März 2021  Lumir Abdixhiku.

## Geschichte
Die LDK gehört neben der PDK zu den führenden politischen Oppositionsparteien im Kosovo. Sie wurde am 23. Dezember 1989 als Widerstandsorganisation gegen die serbische Minderheitsherrschaft unter anderem von Ibrahim Rugova, dem späteren Präsidenten des Kosovo, gegründet.
In ihren Anfängen galt sie westlichen Beobachtern als eine Mischung aus Honoratiorenklub und Massenbewegung; viele Funktionäre waren vor ihrer LDK-Zeit Mitglieder des Bundes der Kommunisten Jugoslawiens. Mit dem Aufkommen der UÇK Ende der 1990er Jahre und deren Nachfolgeparteien verlor sie bei manchen Kosovo-Albanern an Attraktivität.
Entwicklung der Parlamentssitze seit 2007
- 2007: 25
- 2010/2011: 27
- 2014: 30

## Struktur

### Organe
Die Organe der Lidhja Demokratike e Kosovës sind der Vorstand als Verwaltungsorgan und als strategisches Organ, der Parteitag von Grundsatzbeschlüssen und der Nationalrat zur Leitung der Aktivitäten der Partei.

#### Vorstand
Der Vorstand besteht aus einem Präsidenten, vier Vizepräsidenten, einem Generalsekretären und 27 weiteren Mitgliedern.

#### Nationalrat
Der Nationalrat besteht aus 111 Mitgliedern.